# Magnettafel

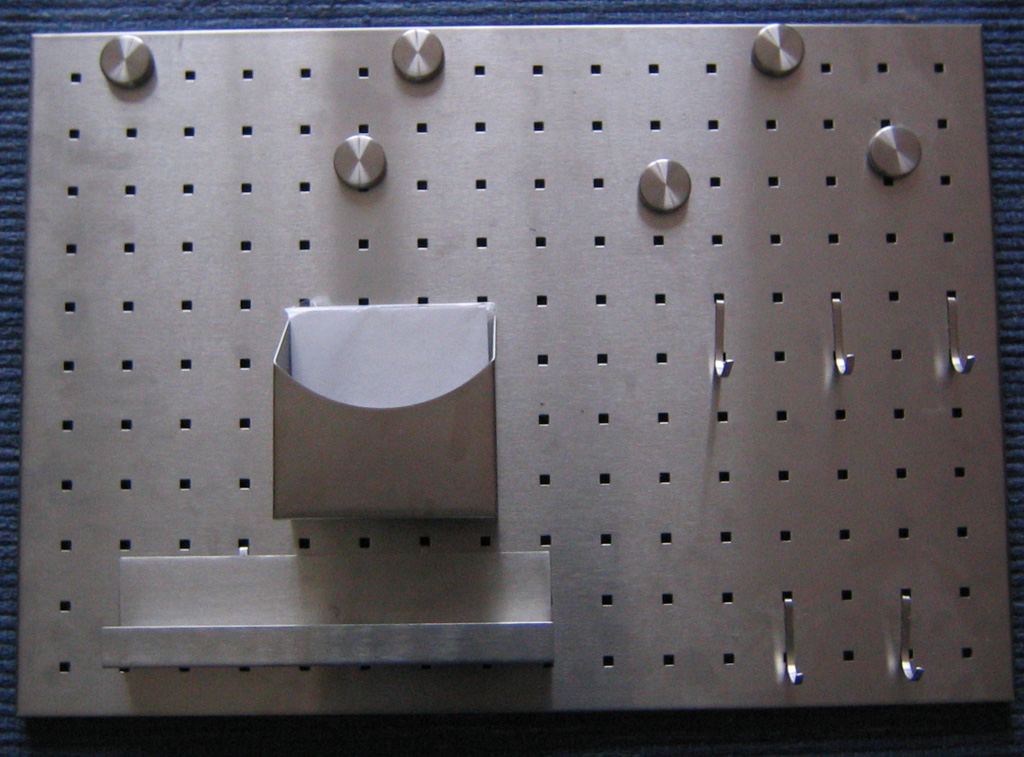
Eine Magnettafel

Die Magnettafel ist eine Tafel oder Platte, auf der mit Magneten Gegenstände befestigt werden. Im Gegensatz zur Pinnwand werden an einer Magnettafel die befestigten Gegenstände bzw. Notizzettel nicht durchstochen und damit beschädigt, sondern zwischen der Tafel und dem Magneten eingeklemmt und damit festgehalten.
Magnettafeln gibt es in unterschiedlichen Größen. Um Magnete befestigen zu können, ist die Tafel aus einem magnetischen Material, so auch bei Kombinationstafeln, beispielsweise Whiteboards oder bei Tafeln mit alternativen Befestigungsmöglichkeiten (siehe nebenstehendes Bild). Magnete sind ohne Tafeln als Kühlschrankmagnete erhältlich, in diesem Fall übernimmt das Kühlschrankgehäuse die Funktion als Magnettafel.

## Beispiele als vielseitiges Planungsinstrument
Magnettafeln können vielfältig zur Planung oder als Ordnungsinstrument von Notizen genutzt werden. In Anwalts- und Steuerkanzleien können Magnete die Auftragsplanung und ihre Fallbearbeitung in den verschiedenen Stadien visualisieren. Vor der Durchdringung der Büros mit Computern wurden Magnettafeln von zwei bis drei Metern Größe auch zur Modellprojektierung in der Bauplanung eingesetzt. Die Magnettafel bietet sich häufig als visualisierte Planungsmöglichkeit in sozialpädagogischen Einrichtungen an. Hier können sowohl Pädagogen als auch die Kinder selbst das Gruppengeschehen, pädagogische Angebote oder auch die Personen oder Gruppen selbst durch Magneten symbolisiert darstellen, planen und durch einfaches Verschieben der Magnete jederzeit anpassen und verändern. Magnettafeln mit magnetischen Buchstaben erleichtern den spielerischen Umgang mit Buchstaben und Namen, sowie im Unterricht den Umgang mit und das Erfassen von Zahlen und Mengen.